# Ardisia japonica
Ardisia japonica (Thunb.) Blume – gatunek roślin z rodziny pierwiosnkowatych (Primulaceae). Występuje naturalnie w Japonii, na Półwyspie Koreańskim, Chinach (w prowincjach Anhui, Fujian, Hubei, Hunan, Jiangsu, Jiangxi, Junnan, Kuangsi, Kuejczou, Shaanxi, Syczuan i Zhejiang) oraz na Tajwanie. Ponadto został introdukowany w Stanach Zjednoczonych (w Luizjana i Teksasie) oraz Bangladeszu. 

## Morfologia
PokrójZimozielony krzew dorastający do 0,4 m wysokości, tworzący rozłogi.
LiścieBlaszka liściowa jest nieco skórzasta i ma eliptycznie owalny lub eliptyczny kształt. Mierzy 4–7 cm długości oraz 1,5–4 cm szerokości, jest piłkowana na brzegu, ma klinową nasadę i ostry wierzchołek. Ogonek liściowy jest owłosiony i ma 6–10 mm długości.
KwiatyZebrane w wierzchotkach przypominających baldachy, wyrastających z kątów pędów lub niemal na ich szczytach. Mają 5 lub 6 działek kielicha o owalnym kształcie i dorastające do 1–2 mm długości. Płatków jest 5 lub 6, są owalne i mają białą lub różową barwę oraz 4–5 mm długości.
OwocPestkowce mierzące 5-6 mm średnicy, o kulistym kształcie i czerwonej barwie.

## Biologia i ekologia
Rośnie na terenach bagnistych oraz w lasach. Występuje na wysokości do 1200 m n.p.m.